# Joe Greene (homme politique ontarien)
Pour les articles homonymes, voir Joe Greene et Green.
John James "Joe" Greene (24 juin 1920-23 octobre 1978) est un homme politique canadien de l'Ontario. Il est député fédéral libéral de la circonscription ontarienne de Renfrew-Sud de 1963 à 1968 et de Niagara Falls de 1968 à 1972.

## Biographie
Né à Toronto en Ontario, Greene grandit dans cette ville avant de travailler dans le Nord ontarien comme travailleur minier
Durant la Seconde Guerre mondiale, il s'engage dans l'Aviation royale canadienne où il obtient la Distinguished Flying Cross. Après la guerre, il obtient un baccalauréat ès arts de l'Université de Toronto et une diplôme en droit de la Osgoode Hall Law School. Pratiquant le droit à Toronto, il s'établit un cabinet d'avocats à Arnprior dans la région d'Ottawa en 1949.
Candidat à la course à la direction du Parti libéral de l'Ontario en 1958, il termine troisième derrière Walter Harris et John Wintermeyer.
Élu député fédéral en 1963 dans Renfrew-Sud, il tente à nouveau sa chance lors de la course à la chefferie des libéraux ontariens en 1964. Néanmoins, il termine quatrième derrière Andy Thompson, Charles Templeton et Robert Nixon.
Nommé ministre de l'Agriculture dans le cabinet de Lester B. Pearson en 1965, il est un des rares ministres non issus du monde agricole à ce poste. En 1968, il se présente à la course à la chefferie (en) afin de remplacer Pearson, mais termine en cinquième position. Se retirant au troisième tour de scrutin, il supporte la candidature de Pierre Trudeau et contribue à sa victoire. Le nouveau premier ministre nomme Greene ministre de l'Énergie, des Mines et des Ressources.
Élu dans Niagara Falls en 1968, il conserve son ministère. Durant cette période, Greene empêche la vente de la plus grande compagnie pétrolière et de la plus grande compagnie productrice d'uranium au Canada à des intérêts américains.
Souffrant d'une crise cardiaque en 1969, Otto Lang le remplace temporairement à son poste de ministre. Victime d'un AVC fin 1971, il quitte le cabinet en janvier 1972 mais reste député jusqu'au 1er septembre 1972 alors qu'il est nommé au Sénat du Canada.
Greene meurt le 23 octobre 1978 à l'âge de 58 ans.